# Finlandia en los Juegos Olímpicos de Montreal 1976
Finlandia estuvo representada en los Juegos Olímpicos de Montreal 1976 por un total de 83 deportistas que compitieron en 14 deportes.  
El portador de la bandera en la ceremonia de apertura fue el atleta Lasse Virén.

## Medallistas
El equipo olímpico finlandés obtuvo las siguientes medallas:
| Nombre           | Deporte            | Competición         |
| ---------------- | ------------------ | ------------------- |
| Oro              |                    |                     |
| Lasse Virén      | Atletismo          | 5000 m M            |
| Lasse Virén      | Atletismo          | 10 000 m M          |
| Pertti Ukkola    | Lucha grecorromana | 57 kg M             |
| Pertti Karppinen | Remo               | Scull ind. (M1x) M  |
| Plata            |                    |                     |
| Antti Kalliomäki | Atletismo          | Salto con pértiga M |
| Hannu Siitonen   | Atletismo          | Jabalina M          |
| Bronce           |                    |                     |
| —                |                    |                     |